# اندیس گدار زنا ۲
گدار زنا ۲ یک اندیس فلزی است که در حوالی شهر نکیسان استان کرمان قرار دارد و مادهٔ معدنی موجود در آن، مس است.سنگ میزبان این اندیس گرانیت ، میکرو گرانیت است و دیرینگی آن به دوران الیگومیوسن می‌رسد. در این اندیس، پاراژنز‌های کریزوکول یافت می‌شوند.